# Direction Ontario
Direction Ontario est un organisme de promotion touristique francophone, à but non lucratif, de la province d’Ontario, au Canada.

## Mandat
Son mandat est de développer le guide touristique francophone pour l’Ontario et de s’impliquer dans les initiatives provinciales qui contribuent au développement touristique en français. Il vise la commercialisation du tourisme en Ontario, au Québec et dans les marchés francophones et veille à la recherche comme au développement. Il cherche notamment à optimiser l'impact social et économique du tourisme sur les communautés ontariennes.
Depuis 2009, Direction Ontario a le mandat de développer un guide touristique anglophone, permettant à une population bilingue de jouir des mêmes informations touristiques.

## Historique
En juin 2001, est créée l´association touristique Destination Nord de l’Ontario, qui se concentre au développement et à la promotion du tourisme en français dans le Nord de l’Ontario. Jusqu´en 2004, elle développe différents circuits de motoneige et guides touristiques, elle participe à différents salons du consommateur et publie des journaux historiques.
En hiver 2004, le premier et seul guide de ressources touristiques de l’Ontario en français, « L’Ontario en français » (114 pages) est lancé, grâce à la participation financière de FedNor (agence d’Industrie Canada) et de la Société de partenariat ontarien de marketing touristique. L´année suivante, une seconde édition sera publiée, puis une troisième en mai 2006.
En parallèle, le 19 mai 2004 est officiellement ouvert le Circuit Champlain, qui suit les traces du Père de la Nouvelle-France en Ontario, Samuel de Champlain, qui a exploré la rivière des Français et la Baie Georgienne en 1615.
En octobre 2006, Destination Nord de l’Ontario devient Direction Ontario, après l'obtention d'un mandat provincial.